# 虞慶則
虞 慶則（ぐ けいそく、生年不詳 - 597年）は、隋の軍人。もとの姓は魚。本貫は京兆郡櫟陽県。

## 経歴
北周の霊武郡太守の虞祥の子として生まれた。北周に仕えて、中外府行参軍となり、外兵参軍事に転じて、父の沁源県公の爵位を嗣いだ。578年、儀同大将軍の位を受け、并州総管長史に任ぜられた。579年、開府儀同三司となった。越王宇文盛や高熲とともに稽胡の乱を討って平定した。石州総管となり、稽胡8000戸あまりを帰服させた。
581年、隋が建国されると、位は大将軍に進み、内史監・吏部尚書・京兆尹に転じ、彭城郡公に封ぜられ、新都総監をつとめて大興城の造営にあたった。582年冬、突厥が隋に侵入してくると、慶則は元帥となって突厥を討った。隋軍は厳しい寒気に苦しみ、指を落とす者が1000人を越えた。騎兵2000人を率いて別道を進んだ達奚長儒が突厥軍の包囲を受けたが、慶則は救援しようとしなかったため、達奚長儒は孤軍で戦って多くの死者を出した。文帝はこのことで慶則の責任を問わなかった。まもなく慶則は尚書右僕射に転じた。
後に突厥の摂図が隋に帰順を願い出て、重臣の来使を求めると、文帝は慶則を使者に立てて突厥に送った。はじめ摂図は慇懃な態度を取っていたが、慶則が長孫晟を通じて説得させると、摂図は弟の処羅侯とともに詔を拝受し、臣と称して朝貢した。摂図は馬1000匹を慶則に贈り、娘を慶則の妻とした。文帝は慶則の勲功が高かったため、これらを問題にしなかった。慶則は上柱国の位を受け、魯国公に封ぜられて、任城県の1000戸を食邑とした。
589年、南朝陳が平定された後、文帝が晋王楊広の邸に幸して、群臣とともに酒会を催すと、慶則は高熲・楊素らとともに文帝の長寿を言祝いだ。文帝は喜んで諸公の子孫の繁栄と富貴を願った。慶則は右衛大将軍に転じ、まもなく右武候大将軍となった。
597年、嶺南の李賢が叛くと、慶則は桂州道行軍総管となり、乱の鎮圧にあたった。このとき妻の弟にあたる趙什柱を府長史として随行させた。趙什柱は慶則の愛妾と私通しており、発覚を恐れていた。趙什柱は慶則がこの遠征に乗り気でないと文帝に吹き込んだ。李賢の乱が鎮圧した後、慶則は桂州臨桂鎮で山川の形勢を眺めて、「ここは険阻なところで、食糧も足りている。人をえて守らせれば、攻めて抜くことはできまい」と言い、趙什柱を長安に送って報告させようとした。趙什柱は長安に到着すると、慶則が叛乱を計画していると告発した。このため慶則は処刑された。

## 子女
- 虞孝仁
- 虞澄道

## 伝記資料
- 『隋書』巻四十 列伝第五
- 『北史』巻七十三 列伝第六十一